# Virginia Villani
Pour les articles homonymes, voir Villani.
Virginia Villani, née le 27 mars 1958 à Angri (Italie), est une femme politique italienne.

## Biographie
Virginia Villani naît le 27 mars 1958 à Angri.
Elle est élue députée lors des élections générales de 2018.